# Medetera nigrimanus
Medetera nigrimanus är en tvåvingeart som beskrevs av Van Duzee 1931. Medetera nigrimanus ingår i släktet Medetera och familjen styltflugor.
Artens utbredningsområde är Panama. Inga underarter finns listade i Catalogue of Life.